# Linda Gornall
Linda Gornall (Preston, 21 de março de 1964) é uma ex-ciclista britânica. Representou o Reino Unido na prova de estrada individual nos Jogos Olímpicos de 1984, em Los Angeles.
Irmã de Mark Gornall, também ciclista olímpico.